# سرسنا (الشهداء)
سرسنا الشهداء هي إحدى قرى مدينة الشهداء في محافظة المنوفية، ونتيجة للتوسع العمراني؛ امتدت مدينة الشهداء إليها هي وقرية ميت شهالة، ويوجد بها مدارس الساحة الشعبية بالشهداء، تقع بالقرب من منطقة «تل سرسنا» الأثرية. عثر بالتل على عدد من الأعمدة والتيجان الأثرية وتكاسير أوان يونانية ورومانية، وكشف به عن حمام روماني وتماثيل.